# Рудник (гмина, Рациборский повет)
Рудник (пол. Rudnik) — сельская гмина (волость) в Польше, входит как административная единица в Рацибужский повет, Силезское воеводство. Население — 5207 человек (на 2004 год).

## Демография
| Перепись                       | Всего   | Всего | Женщины | Женщины | Мужчины | Мужчины |
| ------------------------------ | ------- | ----- | ------- | ------- | ------- | ------- |
| Единицы                        | человек | %     | человек | %       | человек | %       |
| Население                      | 5207    | 100   | 2667    | 51,2    | 2540    | 48,8    |
| Плотность населения (чел./км²) | 70,4    | 70,4  | 36,1    | 36,1    | 34,4    | 34,4    |

## Сельские округа
1. Бжезница
2. Червенцице
3. Гамув
4. Гжегожовице
5. Ястшембе
6. Лясаки
7. Лигота-Ксёнженца
8. Лубовице
9. Модзурув
10. Поненцице
11. Рудник
12. Славикув
13. Стшибник
14. Шоновице

## Соседние гмины
1. Гмина Баборув
2. Гмина Цисек
3. Гмина Кузня-Рациборска
4. Гмина Нендза
5. Гмина Петровице-Вельке
6. Гмина Польска-Церекев
7. Рацибуж